# Europees Comité voor gegevensbescherming
Het Europees Comité voor gegevensbescherming (EDPB) is een onafhankelijk Europees orgaan dat erop toeziet dat de Algemene verordening gegevensbescherming (AVG) consequent wordt toegepast en dat de samenwerking tussen de gegevensbeschermingsautoriteiten van de EU bevordert. Op 25 mei 2018 verving de EDPB de Artikel 29-werkgroep.

## Het EDPB-takenpakket omvat[1]
- Richtlijnen en aanbevelingen uitbrengen en beste praktijken identificeren met betrekking tot de interpretatie en toepassing van de AVG,

- De Europese Commissie adviseren over aangelegenheden in verband met de bescherming van persoonsgegevens in de Europese Economische Ruimte (EER),

- Adviezen aannemen om de consistente toepassing van de AVG door de nationale toezichthoudende autoriteiten te waarborgen, met name over besluiten met grensoverschrijdende gevolgen,

- Optreden als orgaan voor geschillenbeslechting in geval van geschillen tussen de nationale autoriteiten die samenwerken bij de handhaving in het kader van grensoverschrijdende zaken,

- De ontwikkeling van gedragscodes en vaststelling van certificeringsmechanismen op het gebied van gegevensbescherming bevorderen,

- Samenwerking en effectieve uitwisseling van informatie en goede praktijken tussen nationale toezichthoudende autoriteiten bevorderen.

## Voorzitterschap
Het Europees Comité voor gegevensbescherming wordt vertegenwoordigd door zijn voorzitter, die bij een gewone meerderheid wordt verkozen uit de leden van het comité voor een termijn van vijf jaar. Deze termijn kan eenmaal worden verlengd. Dezelfde verkiezingsprocedure en ambtstermijn zijn van toepassing op de twee vicevoorzitters.
In 2022 werd het voorzitterschap van de comité bekleed door:
- Andrea Jelinek, voorzitter,

- Ventsislav Karadjov, vicevoorzitter

- Aleid Wolfsen, vicevoorzitter

## EDPB-leden
Het comité bestaat uit vertegenwoordigers van de 27 EU- en 3 EVA-EER-gegevensbeschermingsautoriteiten en de Europese Toezichthouder voor gegevensbescherming (EDPS).